# Home Alone (videogioco)
Home Alone è un videogioco a piattaforme pubblicato nel 1991 da Capstone Software per MS-DOS, da Accolade per Amiga, da THQ per Nintendo Entertainment System e Super Nintendo Entertainment System e da SEGA per Game Gear e Sega Mega Drive 32X. Il gioco è ispirato al film Mamma, ho perso l'aereo (Home Alone).

## Trama
Il gioco prende spunto dalle vicende del film e precisamente dalle più dinamiche, ovverosia l'avventuroso e ingegnoso tentativo, da parte del piccolo Kevin, rimasto solo in casa durante le vacanze natalizie, di respingere l'avanzata di due topi d'appartamento, Harry e Marv, i quali si intrufolano nella villa. Per impedir loro di catturarlo e di svaligiargli la casa, Kevin predisporrà un sistema di trappole distribuito per tutta l'estensione del fabbricato, così da malmenare e stordire i due delinquenti al punto da farli desistere dall'impresa.
Una partita può concludersi in due modi: il primo consiste nella vittoria di Kevin sui ladri, sconfitti ed espulsi dalla casa. In questo caso, apparirà un'immagine nella quale Kevin viene abbracciato da sua madre, ormai di ritorno. Il secondo modo è il contrario del primo, cioè la sconfitta di Kevin e il trionfo dei cattivi, o per esaurimento delle trappole o perché da loro catturato. Apparirà un'immagine che mostra Kevin in balia di Harry e Marv, intenzionati a fargliela pagare.

## Modalità di gioco
Il videogioco si divide in due parti nette: nella prima il giocatore, che manovra Kevin, avrà a disposizione un'ora (che in realtà corrisponde a venti minuti reali circa) durante la quale dovrà impossessarsi delle varie trappole sparse per casa, raccogliendone un massimo di tre per volta e piazzandole quindi nei luoghi che verranno prontamente indicati dal computer.
Nella seconda parte, che inizierà automaticamente allo scoccare dell'ora fittizia di cui sopra, i due ladri faranno il loro ingresso in casa e si dirigeranno sempre in direzione di Kevin, accelerando il passo quando poco distanti da lui. Le loro posizioni saranno controllabili grazie a due piccole schermate quadrate sulla sommità dello schermo, nelle quali i due appariranno, con didascalie che precisano la loro locazione, quando non si trovano nella stessa stanza in cui si trova Kevin. Per cacciarli fuori di casa, Kevin dovrà fare in modo che Harry e Marv incappino in 10 trappole ciascuno.

### Le trappole
Le trappole presenti nel gioco ammontano ad un totale di ventisei, quando quelle strettamente necessarie sono soltanto venti. Inoltre Kevin ha a disposizione un fucile ad aria compressa che può portare con sé spostandosi, il quale è caricato con due colpi, uno per ogni ladro.
Le trappole possono essere suddivise in base agli effetti di percussione e rallentamento che hanno sui malcapitati ladruncoli:
- Trappole da pavimento a lunga caduta: sono le più numerose e costringono il lestofante a diversi secondi di stallo.
- Trappole da pavimento a breve caduta: ve ne sono poche e si limitano a gettare per terra il malcapitato.
- Trappole da pavimento pesanti: il furfante che le pesta saltellerà urlando per alcuni secondi.
- Trappole da porta pesanti: il criminale a cui cadono addosso saltellerà urlando per alcuni secondi.
- Trappole da porta leggere: gettano a terra il ladro o semplicemente lo percuotono.
- Carica di aria compressa: il manigoldo si inginocchia dolorante per alcuni secondi.
- Tarantola: se uno dei ladri si imbatterà nella tarantola di Buzz, reagirà come fosse una trappola da lunga caduta, ma non cadrà sul pavimento.

Va inoltre precisato che alcune trappole si adattano sia a postazioni da pavimento che da porta, che esistono trappole da muro (come l'estintore e il lanciafiamme) ma i cui effetti sono gli stessi di una trappola da porta leggera, e che le trappole vengono conteggiate tutte allo stesso modo al di là del tipo di effetto che hanno. Come sopra riportato, il giocatore può casualmente disattivare trappole ancora intonse passandovi sopra.
Nel caso in cui esse, per effettivo utilizzo o per distruzione, dovessero terminare, verrà attivata, una sola volta per ogni ciclo di partite, una soluzione d'emergenza, proponendo al giocatore l'uso di un pacchetto di munizioni extra (BB Stash) per il fucile ad aria compressa (se lo si possiede), che comparirà all'improvviso sul pavimento del seminterrato. Con questo sarà possibile fermare l'avanzata dei ladri, che diventeranno in caso contrario del tutto incontrollabili, catturando Kevin. Le munizioni d'emergenza ammontano ad una quantità di 10. Se per cacciare i ladri o il ladro superstiste queste non vengono utilizzate tutte, iniziando una nuova partita dello stesso ciclo il fucile risulterà carico più del previsto, con tanti colpi quanti non ne erano stati esplosi nella fase finale della precedente partita. 

### La casa
Home Alone è un platform bidimensionale a scorrimento orizzontale, distribuito su tre piani ideali di una villa, oltre a un seminterrato, un ingresso principale, uno laterale e una casa sull'albero. Il giocatore, manovrando Kevin, può spostarsi da una stanza all'altra verso destra o sinistra, oppure accedere ai piani superiori o a porte sullo sfondo. Gli ambienti sono distribuiti in modo tale che al piano terra, dove il protagonista si ritrova ad ogni inizio di partita e dove i ladri giungono, proseguendo tanto verso destra o verso sinistra si ritorni sui propri passi, in quanto le stanze presentano due porte simmetriche e opposte, che le collegano come fossero costruite in forma di anello.
Il primo piano presenta invece una costruzione a doppio vicolo cieco: verso destra si conclude nel più piccolo dei due bagni della casa, verso sinistra giunge ai piedi della scala che porta al terzo piano, cioè alla soffitta. Alla casa sull'albero si accede da quest'ultima mediante una finestra, ed è l'unico luogo che i ladri non possono raggiungere. Il seminterrato e l'ingresso secondario si raggiungono da porte sullo sfondo della cucina, mentre l'ingresso principale si raggiunge dalla sala d'ingresso della casa. Esistono inoltre alcune scorciatoie accessibili al solo Kevin: due scarichi per la biancheria sporca, uno in cucina e uno nel bagno più piccolo, che conducono automaticamente nel seminterrato, vicino alle lavatrici, utilizzabili in entrambi i sensi.